# 540年代
540年代（ごひゃくよんじゅうねんだい）は、西暦（ユリウス暦）540年から549年までの10年間を指す十年紀。

## できごと

### 540年
- 大伴連金村、任那問題で失脚する。秦人・漢人の戸籍造る（紀）。

### 541年
- 東ローマ帝国皇帝ユスティニアヌス1世、執政官の職を廃止。
- 百済の聖王（聖明王）、任那諸国の王、「日本府」、ともに任那の復興を協議する（紀）。

### 544年
- 百済・任那・「日本府」・再び任那の復興を協議する（紀）。

### 547年
- 百済、倭国へ救援を要請する（紀）。

### 548年
- 高句麗の陽原王、百済に侵入。百済、新羅に救援要請する。百済・新羅、高句麗を撃退する（『三国史記』）。倭国、百済に370人を送り、築城を助ける（紀）。「戊辰年五月」の紀年銘を持つ鉄刀が兵庫県養父郡八鹿町の箕谷2号墳から出土。